# Квадрилатеро

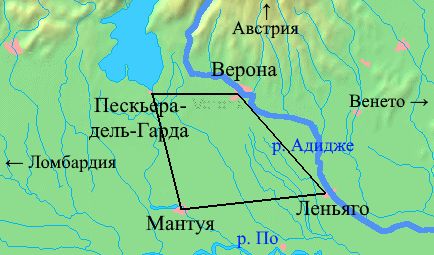
Крепости Пескьеры-дель-Гарды, Мантуи, Леньяго и Вероны

Квадрилатеро (итал. Quadrilatero — «четырёхугольник») — четвёрка крепостей, поддерживавших друг друг, находившаяся в XIX веке в северной Италии, между Ломбардией и Венецией. Состояла из крепостей Пескьеры-дель-Гарды, Мантуи, Леньяго и Вероны, расположенных между реками По и Адидже. Крепости позволяли Австрийской империи контролировать регион: с одной стороны, крепость Мантуи имела сильные естественные оборонительные возможности; в другой стороны, войска легко было перебросить с севера к Вероне.

## Галерея

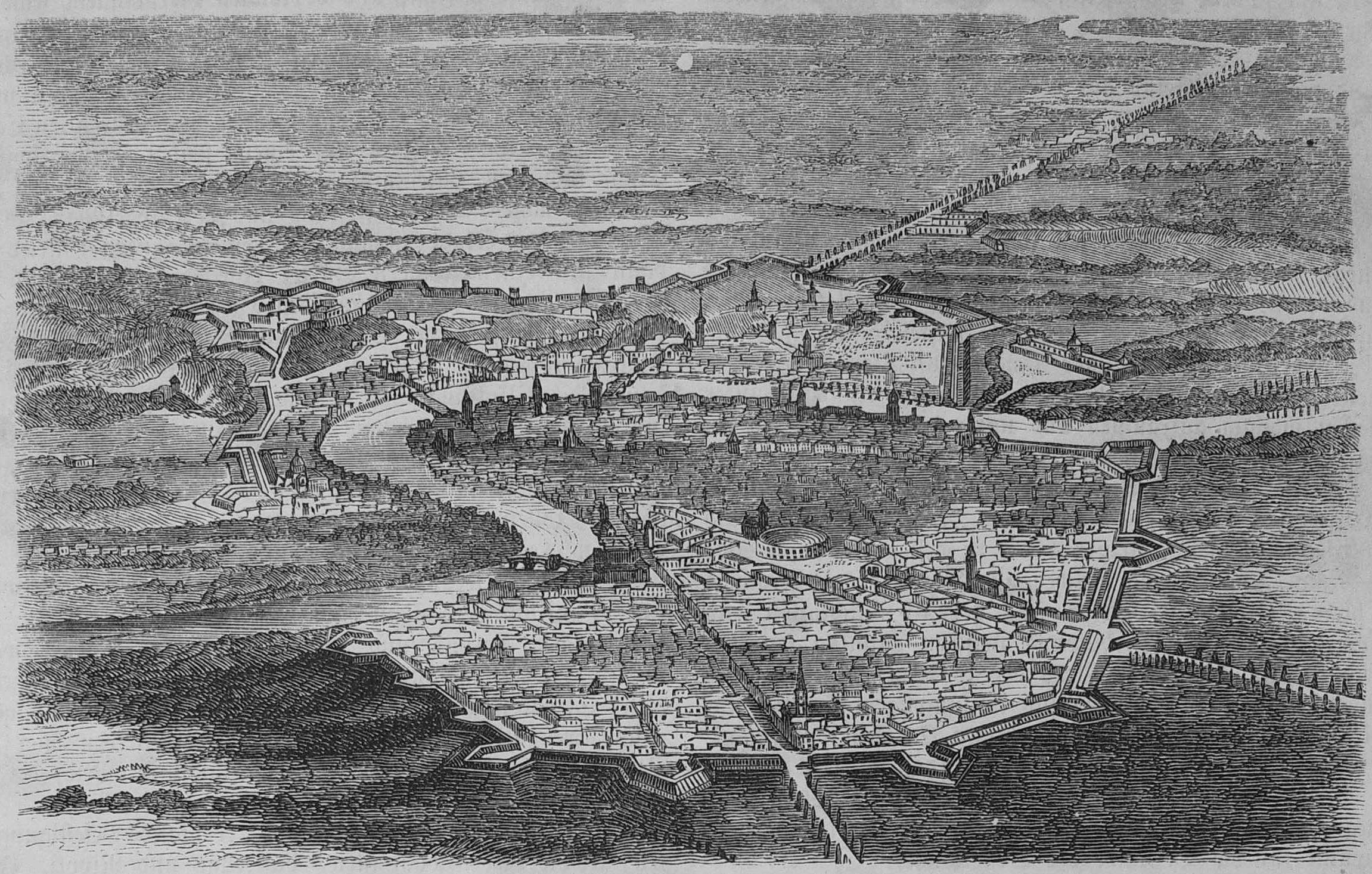
Верона
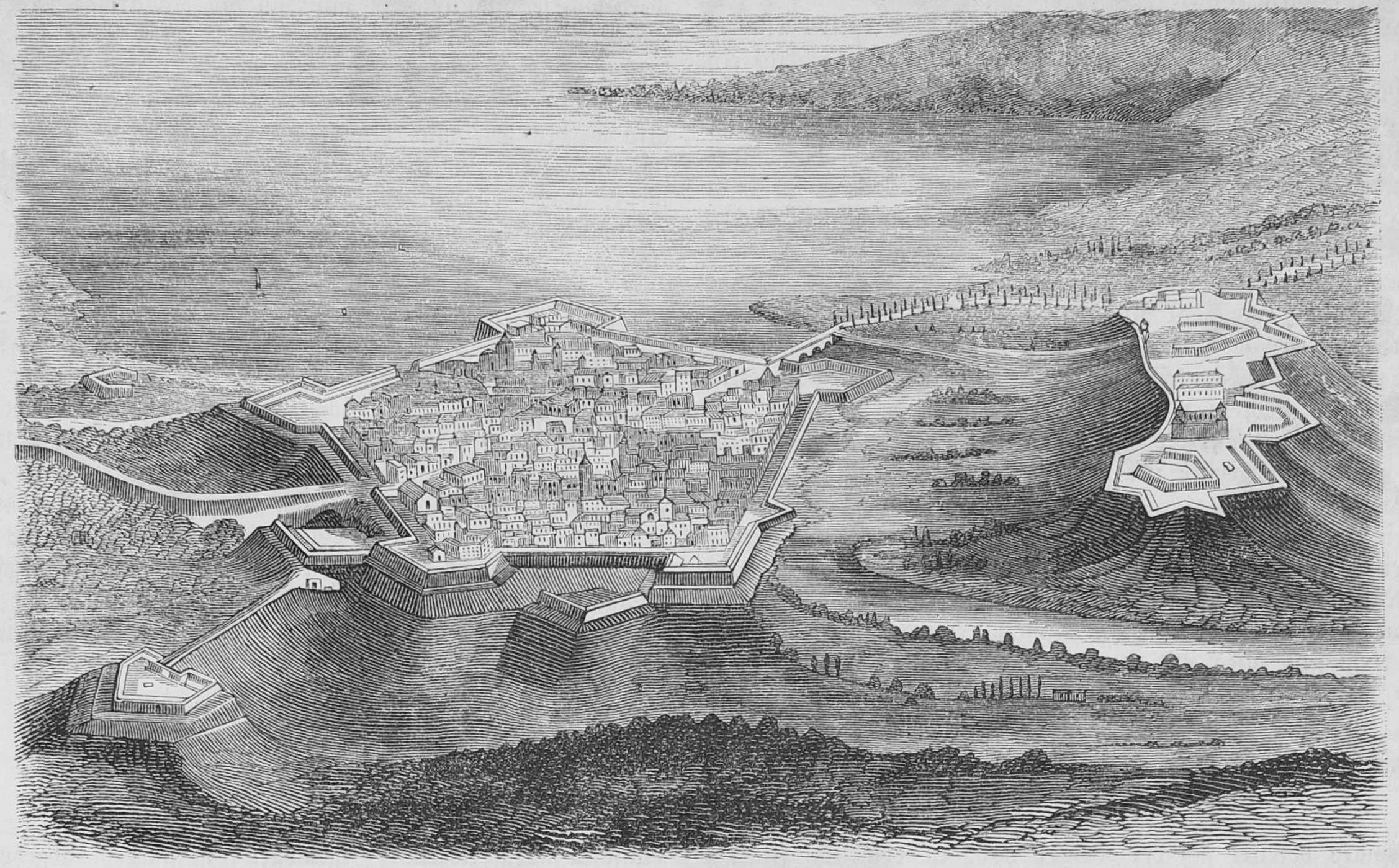
Пескьера-дель-Гарда
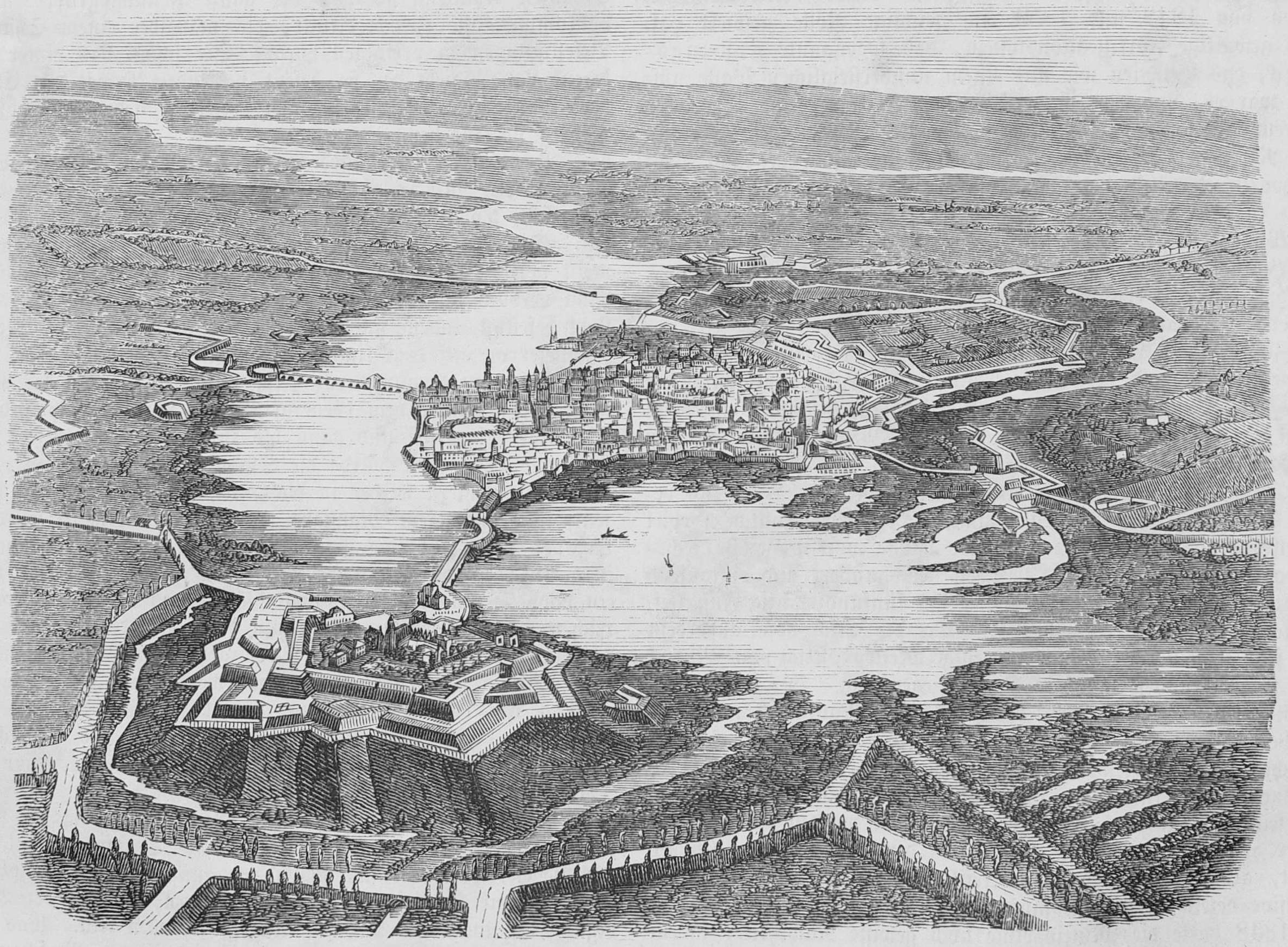
Мантуя
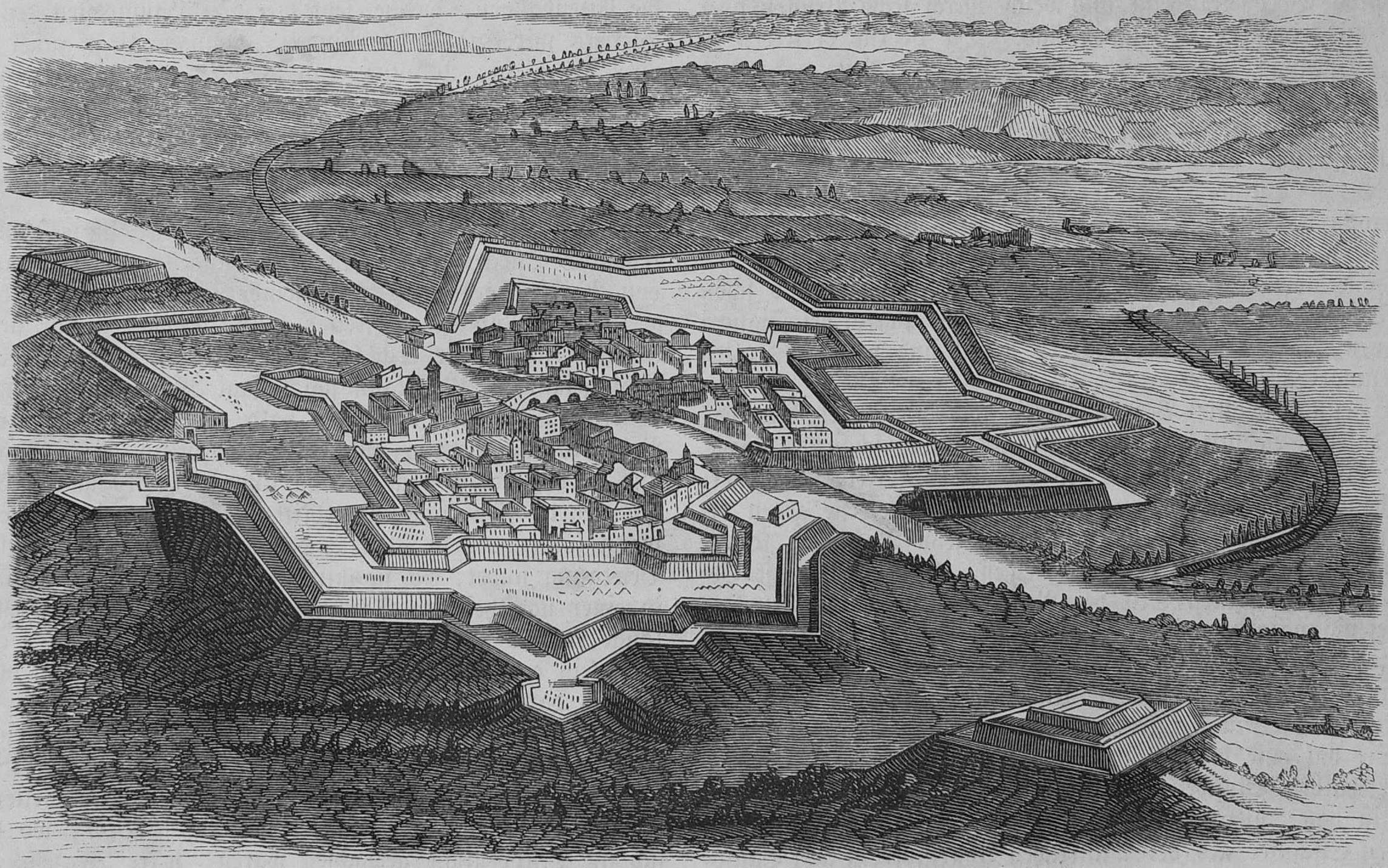
Леньяго